# 井上ふみ
井上 ふみ（いのうえ ふみ、1910年9月28日 - 2008年10月12日）は、日本のエッセイスト。作家井上靖の妻。

## 生涯
京都市の吉田山に生まれる。父・足立文太郎は京都帝国大学教授、解剖学者。同志社女学部から専門部英文科に進むが、病気のため中退。1935年、当時京大の学生だった井上靖と結婚。1991年、夫の没後は、井上靖文化財団理事長を創設。5冊の回想エッセイを刊行した。
長男の井上修一は、ドイツ文学者。次兄の娘婿である福田宏年もドイツ文学者で井上の評伝・作品編さんに当たった。

## 著書
- 「風のとおる道」 潮出版社、1990
- 歌集「天上の星 私の歌袋より」 毎日新聞社、1992
- 「私の夜間飛行」 潮出版社、1993
- 「やがて芽をふく」 潮出版社、1996
- 「旬菜歳時記」 講談社、1996